# Calvin Murphy
Calvin Jerome Murphy (ur. 9 maja 1948 w Norwalk) – amerykański koszykarz występujący na pozycjach rozgrywającego oraz rzucającego obrońcy, członek Koszykarskiej Galerii Sław im. Naismitha.
W sezonie 1980/81 ustanowił rekord rozgrywek zasadniczych NBA, pod względem najwyższej skuteczności rzutów wolnych (95,81%). Rezultat ten został poprawiony przez Jose Calderona 28 lat później (98,05%).

## Osiągnięcia

### NCAA
- Uczestnik rozgrywek Sweet Sixteen turnieju NCAA (1970)
- Zaliczony do:
  - I składu All-American (1969, 1970)[3]
  - II składu All-American (1968)[3]
  - Akademickiej Galerii Sław Koszykówki (2006)[4]

### NBA
- Finalista NBA (1981)[5]
- Uczestnik meczu gwiazd:
  - NBA (1979)[6]
  - Legend NBA (1986, 1988, 1989, 1990–1993)[7]
- Wybrany do I składu debiutantów NBA (1971)[8]
- Zdobywca nagrody J. Walter Kennedy Citizenship Award (1979)[9]
- 2-krotny lider NBA w skuteczności rzutów wolnych (1981, 1983)[10][11]
- Zawodnik miesiąca NBA (luty 1981)[12]
- Klub Houston Rockets zastrzegł należący do niego w numer 23[13]
- Członek Koszykarskiej Galerii Sław (Naismith Memorial Basketball Hall Of Fame - 1993)[1]
- Lider play-off w skuteczności rzutów wolnych (1980 - wspólnie ze Brianem Wintersem i Jamesem Silasem)[14]